# Nicklas Danielsson
Nicklas Danielsson (ur. 7 grudnia 1984 w Uppsali) – szwedzki hokeista. Reprezentant Szwecji.

## Kariera
- Uppland (1999-2000)
- VIK Västerås J18 (2000)
- Västerås IK (2000-2001)
- Brynäs IF J18 (2001)
- Brynäs IF J20 (2001-2004)
- Brynäs IF (2002-2005)
- Almtuna IS (2004-2006)
- Djurgårdens IF (2006-2010)
- MODO (2010-2012)
- SC Bern (2012)
- HC Lev Praga (2012-2013)
- Rapperswil-Jona Lakers (2013-2015)
  -  HC Davos (2013), wypożyczony na turniej Puchar Spenglera 2013
- Lausanne HC (2015-2018)
- Brynäs IF (2018-2022)
- Djurgårdens IF (2022-)

Wychowanek klubu Almtuna IS. Od grudnia 2012 roku zawodnik HC Lev Praga. Po sezonie 2012/2013 przedłużył o rok kontrakt z klubem, jednak na początku kolejnego sezonu 2013/2014 w połowie października opuścił klub nie spełniając oczekiwań jego władz. W tym samym miesiącu podpisał dwuletni kontrakt ze szwajcarskim klubem Rapperswil-Jona Lakers. W styczniu 2015 przedłużył kontrakt o dwa lata. Od kwietnia 2015 zawodnik Lausanne HC. W lutym 2018 ogłoszono jego przejście od sezonu 2018/2019 do Brynäs IF na zasadzie trzyletniego kontraktu. Grał tam do końca sezonu 2021/2022, a później w grudniu 2022 został zaangażowany do Djurgårdens IF.
W barwach Szwecji występuje m.in. w turniejach Euro Hockey Tour. Uczestniczył w turniejach mistrzostw świata w 2013, 2014, 2015

## Sukcesy
Reprezentacyjne
- Złoty medal mistrzostw świata: 2013
- Brązowy medal mistrzostw świata: 2014

Klubowe
- Srebrny medal mistrzostw Szwecji: 2010 z Djurgården
- Puchar European Trophy: 2009 (turniej szwedzki) z Djurgården

Indywidualne
- Elitserien (2011/2012):
  - Pierwsze miejsce w klasyfikacji +/- sezonu: +26
- Oddset Hockey Games 2012
  - Skład gwiazd turnieju
- Kajotbet Hockey Games 2013:
  - Pierwsze miejsce w klasyfikacji strzelców turnieju: 2 gole
- Karjala Cup 2013:
  - Pierwsze miejsce w klasyfikacji asystentów turnieju: 3 asysty
- National League A (2014/2015):
  - Piąte miejsce w klasyfikacji kanadyjskiej w sezonie zasadniczym: 47 punktów